# Mercy (Yonne)
Mercy é uma comuna francesa na região administrativa de Borgonha-Franco-Condado, no departamento de Yonne. Estende-se por uma área de 2,66 km². Em 2010 a comuna tinha 81 habitantes (densidade: 30,5 hab./km²).